# Богомолов, Алексей Фёдорович

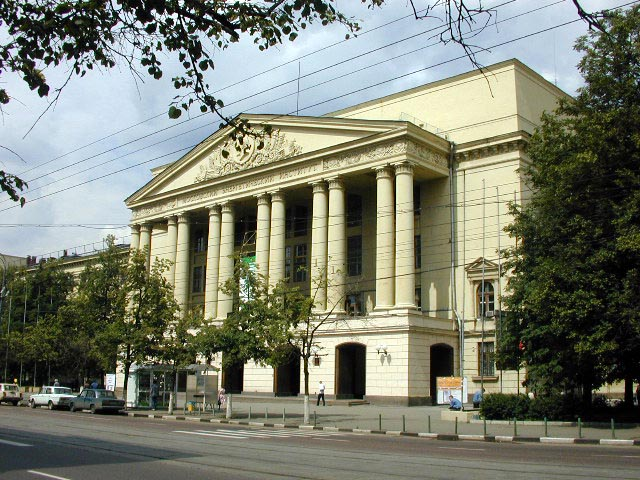
Московский энергетический институт (МЭИ)

Алексе́й Фёдорович Богомо́лов (20 мая [2 июня] 1913, Юхновский уезд, Смоленская губерния — 12 апреля 2009, Москва) — советский учёный-радиотехник. Герой Социалистического Труда (1957), лауреат Ленинской премии.  Академик АН СССР/РАН (1984), доктор технических наук.
Специалист в области разработок радиоастрономических и радиофизических комплексов и проведения важнейших исследований в космосе. Главный конструктор радиотехнических систем, учёный радиотехник. Член-корреспондент АН СССР по Отделению общей и прикладной физики (радиофизика и радиотехника) с 1 июля 1966 года. Академик АН СССР по Отделению общей физики и астрономии (астрономия) с 26 декабря 1984 года (c 1991 года — РАН). Основные работы по радиотехнике и радиофизике, в том числе разработка больших радиотелескопов для приёма телепередач через ИСЗ «Молния» в системе «Орбита».
А. Ф. Богомолов пользовался большим уважением и доверием со стороны С. П. Королёва. Личная дружба связывала его со многими выдающимися деятелями ракетно-космической техники и радиоэлектроники: А. Г. Иосифьяном, М. И. Борисенко, Б. Е. Чертоком и многими другими. В 1960—1965 годах под руководством А. Ф. Богомолова были сооружены антенны с диаметром зеркала 32 метра, а затем с диаметром 64 м (Медвежьи озёра, под Москвой) для обеспечения связи с межпланетными исследовательскими аппаратами, запускаемыми к планетам Солнечной системы.

## Биография
Родился 20 мая (2 июня) 1913 года в деревне Ситское Юхновского уезда Смоленской губернии (ныне Юхновского района Калужской области).
C 1923 года жил в Москве. В 1927 году окончил школу-семилетку, в 1929 году — 1-й Московский институт трудового воспитания. В 1929—1932 годах работал в организации «Стройэлектро»: электромонтажником, бригадиром, старшим электриком. Из «Стройэлектро» был направлен на учёбу в Московский энергетический институт.
Окончил МЭИ с отличием в 1937 году по специальности «Передача электрической энергии и объединение электрических систем». В 1939 году поступил в аспирантуру МЭИ. Темой его научной работы была грозозащита ЛЭП. Он успешно готовился к защите кандидатской диссертации, но работа была прервана начавшейся Великой Отечественной войной.
А. Ф. Богомолов был направлен на трёхмесячные спецкурсы при Ленинградской военной электротехнической академии связи им. С. М. Будённого. После окончания курсов участвовал в войне сначала как командир взвода, затем инженер по радиолокации зенитно-артиллерийских частей Ленинградского Фронта; был награждён орденом Красной Звезды, медалями «За оборону Ленинграда», «За победу над Германией».
В конце 1945 года Алексей Фёдорович был отозван из армии в МЭИ и приступил к работе на кафедре радиотехнических приборов. Преподавал на Высших инженерных курсах МВТУ в 1947—1954 годах — на радиотехническом факультете МЭИ.
В 1949 году защитил кандидатскую диссертацию по теории блокинг-генераторов. В 1955 году он был избран заведующим кафедрой радиотехнических приборов.
Богомолов был главным конструктором (директором) ОКБ МЭИ с 1954 по 1989 годы, входил в состав королёвского Совета главных конструкторов. Основные направления работы ОКБ МЭИ в это время были: радиотелеметрия, траекторные измерения, фазовая пеленгация, антенные системы. А. Ф. Богомолов и возглавлявшийся им коллектив сотрудников ОКБ является создателем средств радиотелеметрии и траекторных измерений, обеспечивших разработку и испытания первых баллистических ракет, межконтинентальных ракет, запуск первых искусственных спутников Земли, проведения научных экспериментов в космосе.
Принимал участие в испытании P-16, по счастливой случайности выжил в неделинской катастрофе 1960 года.
Специалист в области разработок радиоастрономических и радиофизических комплексов и проведения важнейших исследований в космосе. Главный конструктор радиотехнических систем, учёный радиотехник. Член-корреспондент по Отделению общей и прикладной физики (радиофизика и радиотехника) с 1 июля 1966 года. Академик по Отделению общей физики и астрономии (астрономия) с 26 декабря 1984 года. Основные работы по радиотехнике и радиофизике, в том числе разработка больших радиотелескопов для приёма телепередач через ИСЗ «Молния» в системе «Орбита».
Жил в Москве. Вышел на пенсию в 2000 году. Умер 12 апреля 2009 года. Похоронен на Троекуровском кладбище в Москве.

### Семья
Жена — Наталья Петровна Богомолова, один из его сыновей — Алексей,  — работал в ОКБ МЭИ, умер в 2023 г.

## Награды и звания
- В 1957 году был удостоен звания Героя Социалистического Труда.
- Награждён 3 орденами Ленина (1955, 1957, 1961), орденами Октябрьской Революции, Отечественной войны 2-й степени (1985), Трудового Красного Знамени, Красной Звезды (1945), «Знак Почёта», медалями.
- Награждён золотой медалью имени А. С. Попова за совокупность работ «Создание уникальных радиотехнических систем в области связи и телевидения, космической техники и радиоастрономии» (1989).
- Присуждена Государственная премия 1986 года за разработку и создание бортового космического комплекса «ВЕНЕРА-15», «ВЕНЕРА-16».
- Богомолов А. Ф. член-корреспондент АН СССР по Отделению общей и прикладной физики (радиофизика и радиотехника) с 1 июля 1966 года, академик по Отделению общей физики и астрономии (астрономия) с 26 декабря 1984 года.
- Заслуженный деятель науки и техники РСФСР.
- Лауреат Ленинской премии (1966) и двух Государственных премий СССР (1978, 1986).

## Интересные факты
- Из воспоминаний руководителя подготовки советских космонавтов Каманина Н. П. (4.07.1963 года): «Был на торжестве в Московском энергетическом институте, где отмечали 50-летие Богомолова Алексея Фёдоровича. На юбилее были Столетов, Елютин, Королёв, Янгель, Колесников, Титов, Одинцов и более 200 работников института и ОКБ. Богомолов учился и работает в институте, умело сочетая большую конструкторскую работу с профессорской деятельностью. Алексей Фёдорович сам молод душой и опирается на молодой студенческий коллектив. Вся радиоэлектроника, работающая сейчас в космосе и на ракетах, создана коллективом, возглавляемым А. Ф. Богомоловым. Мы верим и надеемся, что Богомолов и возглавляемый им коллектив сделают ещё многое в деле освоения космоса».
- А. Ф. Богомолов — отец математика Фёдора Алексеевича Богомолова и известного российского писателя Андрея Алексеевича Молчанова.

## Публикации
1. Богомолов А. Ф. Основы радиолокации. М. 1954.
2. Богомолов А. Ф., Попереченко Б. А., Соколов А. Г. Следящий радиотелескоп ТНА-1500 диаметром 64 м Антенны, 1982.
3. Богомолов А. Ф., Победоносцев К. А. Вклад Особого конструкторского бюро Московского энергетического института в развитие отечественной ракетно-космической радиоэлектроники.
4. Богомолов А. Ф. Основы радиолокации. Конспект лекции. Ч.1-2. М.:Сов.радио,1949-1951. Ч.1. 1949. 143 с.; Ч.2. 1951. 100 с.
5. Богомолов А. Ф., Жерихин Н. В., Соколов Г. А. «Венера-15», «Венера-16»: Радиолокатор с синтезированной апертурой на орбите ИСВ // Изв.вузов. Радиофизика. 1985. Т.28, N 3. С.259-274.
6. Богомолов А. Ф., Победоносцев К. А. Вклад ОКБ МЭИ в становление и развитие отечественной ракетно-космической радиоэлектроники. Радиотехнические тетради. 1995. N 7. С.8-16.
7. Богомолов А. Ф., Борисов В. А., Беляев Б. Г., Бараненков А. И. Вопросы теории сигналов в радиотехнических системах // Темат.сб. Труды МЭИ. Вып. 334 Ред. А. Ф. Богомолов и др. М.:МЭИ, 1977. 139 с.
8. Богомолов А. Ф., Скрыпник Г. И., Кудрин Л. В., Бергман М. Ю., Баскаков А. И., Жутяева Т. С., Бокштейн И. М., Кронрод М. А., Чочиа П. А. Получение изображений и построение гипсометрической карты поверхности Венеры по данным автоматических межпланетных станций «Венера-15» и «Венера-16» // Научные труды МЭИ. 1988. N 182. С.85-94.
9. Богомолов А. Ф., Скрыпник Г. И., Баскаков А. И., Терехов В. А. Предварительные результаты обработки радиовысотомерной информации АМС «Венера-15» и «Венера-16» // Научные труды МЭИ. 1985.